# نيكولا دوبويس
نيكولا دوبويس (بالإنجليزية: Nikola Dubois)‏ هي ممثلة أسترالية، ولدت في 1977.

## وصلات خارجية
- نيكولا دوبويس على موقع IMDb (الإنجليزية)
- نيكولا دوبويس على موقع قاعدة بيانات الفيلم (الإنجليزية)